# Zlínská integrovaná doprava

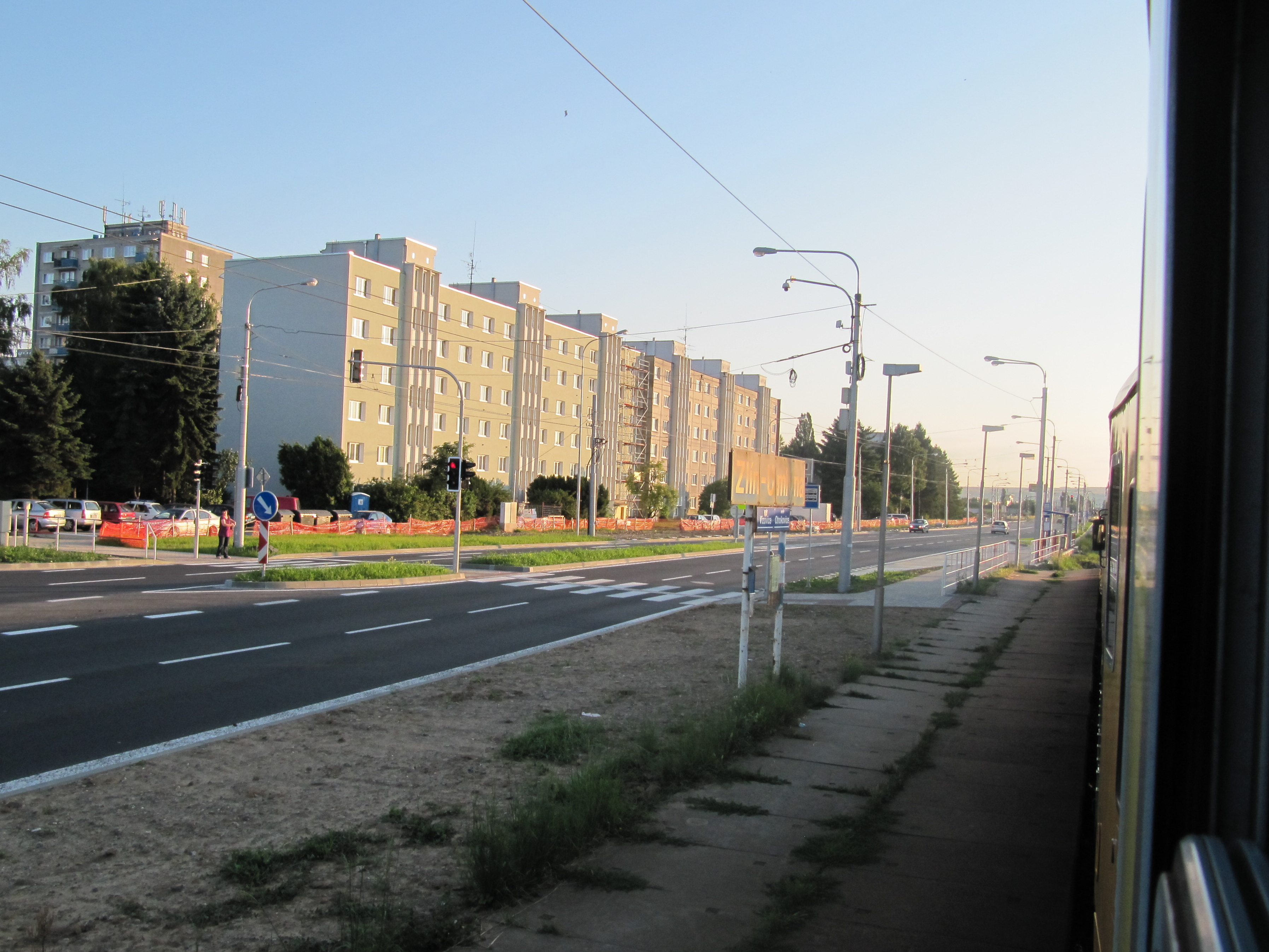
Železniční zastávka Zlín-U mlýna

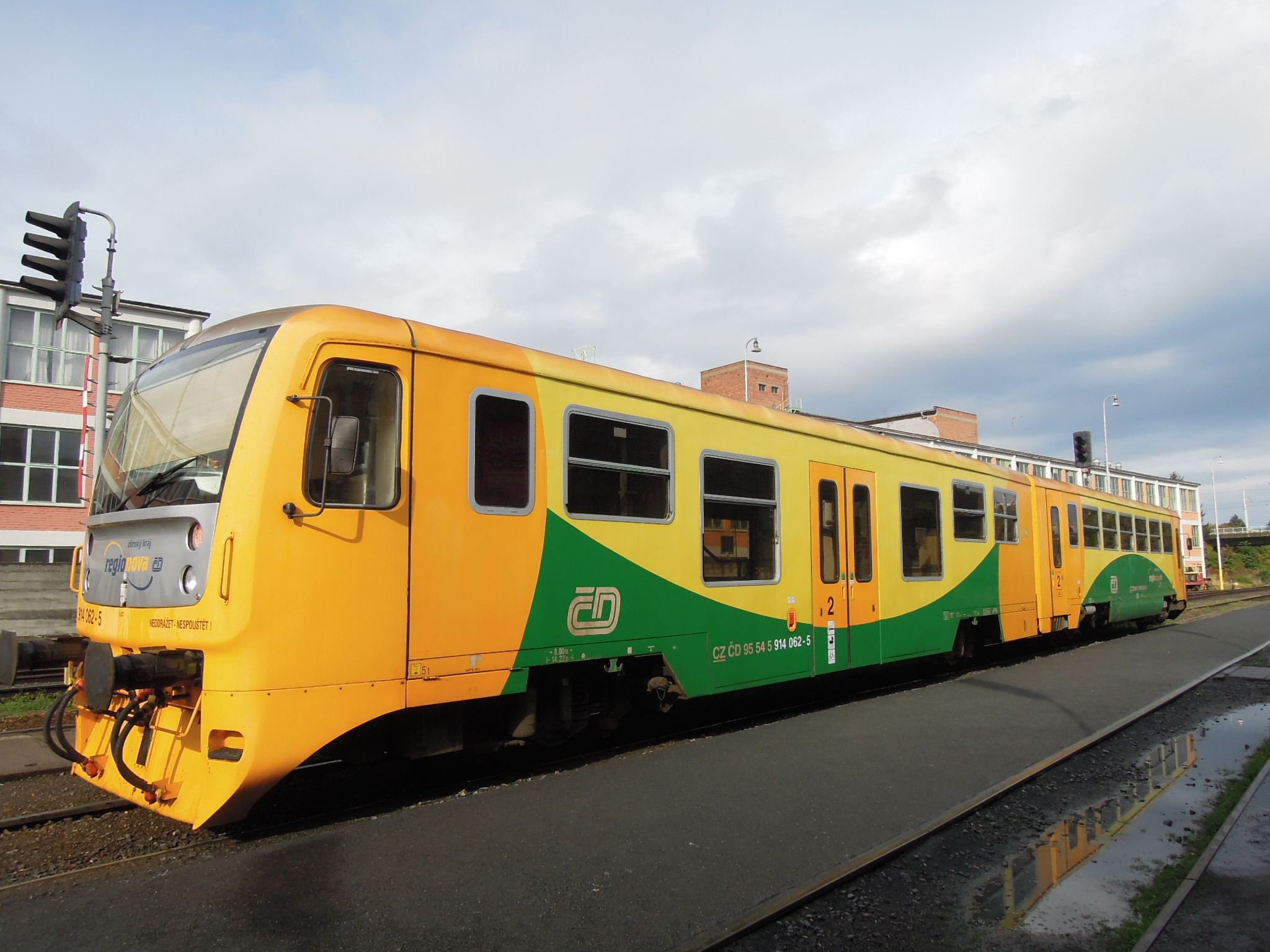
Vlak Regionova ve Zlíně

Zlínská integrovaná doprava (ZID) je název pro zapojení železniční trat 331 Otrokovice – Vizovice do pásmového/zónového tarifního systému městské hromadné dopravy Zlína a Otrokovic. Do systému jsou zapojeni dva dopravci, Dopravní společnost Zlín-Otrokovice, s. r. o. a České dráhy a. s., přičemž první z nich plní fakticky roli organizátora integrovaného systému. Několika jednotlivými spoji jsou do systému začleněni i dva další autobusoví dopravci.

## Historie
Specifikum zlínské dopravy je dáno jeho podélným rozložením v údolí říčky Dřevnice, kterým vede jak silnice I/49, tak jediná zlínská železniční trať, jednokolejná a neelektrifikovaná. Do poloviny 90. let 20. století hrála tato trať v místní osobní dopravě jen malou roli, dopravu mezi Gottwaldovem (později Zlínem) a Otrokovicemi zajišťovaly převážně souběžné meziměstské trolejbusové linky, jejichž pravidelnost však trpěla silničními zácpami. Proto se v 90. letech začala dopravní zátěž přenášet na železnici, na níž bylo v té době vybudováno několik nových zastávek (na území Zlína je nyní 9 stanic a zastávek na úseku o délce 11 tarifních kilometrů). Limitujícím faktorem však je jednokolejnost trati a nedostatek výhyben (případné zpoždění se přenáší na další vlaky) a špatné dynamické vlastnosti užívaných motorových vozů (810, Regionova). Záměr elektrifikace trati je ve fázi EIA, plánuje se rovněž zdvojkolejnění trati nebo jejích částí a modernizace nádraží.
Již od roku 1983 byly zavedeny kupóny k předplatním časovým jízdenkám MHD Dopravního podniku města Gottwaldova, které platily i na železnici v úseku Gottwaldov – Otrokovice – Příluky a na příměstskou autobusovou dopravu. To je považováno za první implementaci myšlenek integrovaného dopravního systému v socialistickém Československu.
Vznik Zlínské integrované dopravy je datován rokem 2002. Původně byla do MHD plně integrována. K 1. květnu 2010 byla z MHD železniční trať vyčleněna a platí na ní pouze speciální jednopřestupové jízdenky pro jednotlivou jízdu a speciálně označené časové jízdenky, k témuž datu bylo dosavadní pásmo D rozděleno na dvě pásma, D a E.
Koordinátor veřejné dopravy Zlínského kraje s. r. o. (KOVED) má za jeden ze svých cílů implementovat projekt KORIS – Komplexní odbavovací, řídící a informační systém veřejné hromadné dopravy ve Zlínském kraji, jehož součástí je i rozvoj integrovaného dopravního systému v kraji. Na vypracování druhé etapy projektu vyhlásil kraj výběrové řízení 27. září 2010.

## Rozsah dopravy
Do ZID je začleněna trolejbusová a autobusová městská hromadná doprava ve Zlíně a Otrokovicích, provozovaná Dopravní společností Zlín-Otrokovice, s. r. o., a osobní vlaky na železniční trat 331 Otrokovice – Vizovice. Do systému nejsou zařazeny spěšné vlaky ani Zlínský expres (R 894, R 897).
Podle Drdly (2008) jsou do Zlínské integrované dopravy začleněny i regionální linky čtyř autobusových dopravců (ČSAD BUS Uherské Hradiště a. s., KRODOS BUS a. s., Karel Housa – HOUSACAR, Kroměřížské technické služby, s. r. o. provozující MHD v Kroměříži) a  MHD ve Vsetíně, postupně se rozšiřuje a snahou je pokrytí celého území kraje tímto systémem. Zveřejněné aktuální smluvní přepravní podmínky a tarif ZID však žádné další dopravce mimo DSZO a ČD nezmiňují a oblast Vsetína nezahrnují. Drdlou zmiňovaný rozsah linek a dopravců odpovídá nikoliv systému ZID, ale dohodě o vzájemném uznávání čipových karet mezi dopravci, kterou zprostředkovala organizace KOVED s. r. o.
Tarif platí na několika spojích příměstských linkách dopravce Arriva Morava a to:
- 141 (také Z-Group bus) – všechny spoje v úseku Zlín, Štípa, pošta – Zlín, Kostelec, hřbitov
- 153 – spoj 29
- 154 – spoj 45
- 410 – spoje 1 a 32
- 440 – všechny spoje v úseku Zlín, Štípa, pošta – Zlín, Kostelec, hřbitov
- 442 – všechny spoje v úseku Zlín, Štípa, pošta – Zlín, Kostelec, hřbitov

## Tarif
Tarif ZID je pásmový/zónový (přepravní podmínky používají někde termín pásmo, jinde oba termíny takto oddělené lomítkem), oblast je rozdělena do pěti pásem/zón označených A, B, C, D, E. Pásmo A je centrální pásmo Zlín, B a C jsou tzv. výběhová pásma (pásmo C zahrnuje Otrokovice). D a E jsou pásma pouze pro železniční trať pro opačný směr od Zlína, a to pro úsek za zlínskou stanici Příluky směrem na Vizovice (autobusové linky do oblasti Lužkovic a Želechovic spadají do pásma A).
Pro dopravu v rámci ZID se používá speciální druh jízdenky pro jednotlivou jízdu, která má dvě místa pro označení a v případě přestupu se označuje jak ve vlaku, tak v prostředku MHD. V rámci MHD je tato jízdenka nepřestupní. Vlaky jsou vybaveny označovačem jízdenek. Stanovena je jednak platnost jízdenky v konkrétním dopravním prostředku od doby, kdy v něm byla označena (ve vlaku 30 minut, v MHD 20 minut), a také celková platnost jízdenky od jejího prvního označení (70 minut, o sobotách, nedělích a svátcích prodloužena na 85 minut). V roce 2012 je cena obyčejné jízdenky 20 Kč a cena zlevněné 10 Kč (Stejná cena platí ještě i v r.2019). Na jednotlivé jízdenky se uplatňuje pouze časové omezení, pásma nehrají roli.
Krom toho existují ve zlínské MHD od roku 2012 ještě nepřestupní jízdenky s platností 20 minut a přestupní jízdenky s platností 30 minut, 50 minut, 24 hodin a 7 dní, žádné z těchto jízdenek však neplatí na železniční trati. Do roku 2011 existovaly nepřestupní jízdenky s platností 20 minut a přestupní jízdenky s platností 40 minut, 24 hodin, 3 dny  a 7 dní. Všechny tyto jízdenky mají platnost omezenou jen časově, nikoliv pásmově.
Předplatní jízdenka sestává z nepřenosného kmenového listu, na němž je označeno jméno držitele a typ jízdného (občanská, žákovská, studentská, mateřská, důchodcovská) a časového kupónu. Kupóny se vydávají na dobu 1 měsíce nebo na dobu 3 měsíců. Časový kupón lze zakoupit pro dvě až pět navazujících pásem (jednopásmové neexistují), přičemž tarif stanoví ceny pro každou přípustnou kombinaci pásem samostatně. Neexistují jízdenky pro kombinaci DE. Aby předplatní časová jízdenka platila i ve vlaku, musí být označena písmenem „i“.
Českých drahám platí Dopravní společnost Zlín-Otrokovice podíl z jízdného podle počtu prodaných speciálních jízdenek pro jednotlivou jízdu a počtu vydaných předplatních kuponů označených písmenem „i“. Na integrovaný systém prostřednictvím společnosti Koordinátor veřejné dopravy Zlínského kraje (KOVED) a DSZO přispívá i Zlínský kraj.